# Nienke Helthuis
Nienke Helthuis (Almelo, 24 de novembro de 1997) é uma youtuber neerlandesa.

## Carreira

### YouTube
Helthuis cresceu em Almelo e ainda mora com os pais. Ela estuda Mídia e Design e começou seu próprio canal no YouTube, NiceNienke. Em seguida, ela posta vlogs sobre sua própria vida. Helthuis possui mais de três milhões de assinantes em 2019, devido à sua grande popularidade no Brasil.

### Televisão
Em 2018, Helthuis fez sua estreia na televisão como apresentadora do programa de viagens da RTL 4, Welkom in, que ela apresentou junto com Xavier Rijsdijk.